# The Gallery
The Gallery — второй студийный альбом группы Dark Tranquillity, вышедший в 1995 году.

## Об альбоме
The Gallery — первый альбом, записанный с вокалистом группы, Микаелем Станне.
В 2005 году звукозаписывающая компания Century Media Records переиздала альбом, использовав в оформлении новую обложку и добавив к основному материалу несколько кавер-версий в качестве бонус-треков.

## Список композиций
| №                   | Название                                 | Текст песни         | Музыка                                | Длительность |
| ------------------- | ---------------------------------------- | ------------------- | ------------------------------------- | ------------ |
| 1.                  | «Punish My Heaven»                       | Станне, Сундин      | Йоханссон, Сундин, Йиварп             | 4:46         |
| 2.                  | «Silence, and the Firmament Withdrew»    | Сундин, Станне      | Сундин, Хенрикссон                    | 2:36         |
| 3.                  | «Edenspring»                             | Stanne              | Сундин, Йоханссон                     | 4:30         |
| 4.                  | «The Dividing Line»                      | Станне              | Йиварп, Йоханссон, Сундин             | 5:01         |
| 5.                  | «The Gallery»                            | Станне, Сундин      | Хенрикссон                            | 4:07         |
| 6.                  | «The One Brooding Warning»               | Станне              | Хенрикссон, Йоханссон, Сундин         | 4:14         |
| 7.                  | «Midway Through Infinity»                | Станне              | Сундин, Хенрикссон, Йиварп, Йоханссон | 3:30         |
| 8.                  | «Lethe»                                  | Сундин              | Хенрикссон                            | 4:42         |
| 9.                  | «The Emptiness from Which I Fed»         | Станне              | Хенрикссон, Сундин, Йоханссон         | 5:43         |
| 10.                 | «Mine Is the Grandeur...» (Instrumental) |                     | Хенрикссон, Сундин                    | 2:26         |
| 11.                 | «...of Melancholy Burning»               | Станне              | Хенрикссон                            | 6:16         |
| Общая длительность: | Общая длительность:                      | Общая длительность: | Общая длительность:                   | 47:48        |

| №   | Название                                | Длительность |
| --- | --------------------------------------- | ------------ |
| 12. | «My Friend of Misery (Metallica cover)» | 5:25         |

| №   | Название                             | Длительность |
| --- | ------------------------------------ | ------------ |
| 12. | «Bringer of Torture» (Kreator cover) | 2:20         |
| 13. | «Sacred Reich» (Sacred Reich cover)  | 3:12         |

| №   | Название                                | Длительность |
| --- | --------------------------------------- | ------------ |
| 12. | «Bringer of Torture» (Kreator cover)    | 2:20         |
| 13. | «Sacred Reich» (Sacred Reich cover)     | 3:12         |
| 14. | «22 Acacia Avenue» (Iron Maiden cover)  | 6:05         |
| 15. | «Lady in Black» (Mercyful Fate cover)   | 4:22         |
| 16. | «My Friend of Misery» (Metallica cover) | 5:25         |

## Участники записи
- Микаель Станне — вокал
- Никлас Сундин — гитара
- Фредрик Юханссон — гитара
- Мартин Хенрикссон — бас-гитара
- Андерс Йиварп — ударные